# 벤지 2
《벤지 2 - 사랑을 위하여》(For The Love Of Benji)는 미국에서 제작된 조 캠프 감독의 1977년 드라마 영화이다. 브리짓 암스트롱 등이 주연으로 출연하였다.

## 출연

### 주연
- 브리짓 암스트롱

### 조연
- 피터 바울즈
- 알렌 피우자
- 팟시 거렛
- 딘 고스
- 에드 넬슨
- 시디아 스미스

## 기타
- 미술: 할런 라이트